# Shūr Āb-e Hezāreh
Shūr Āb-e Hezāreh (persiska: شورابِ هِزارِه, شوراب هِزارِه, شوراب, Shūrāb-e Hezāreh, شور آب هزاره) är en ort i Iran.   Den ligger i provinsen Kurdistan, i den nordvästra delen av landet, 300 km väster om huvudstaden Teheran. Shūr Āb-e Hezāreh ligger 1 700 meter över havet och antalet invånare är 309.
Terrängen runt Shūr Āb-e Hezāreh är platt åt sydväst, men åt nordost är den kuperad. Shūr Āb-e Hezāreh ligger nere i en dal. Runt Shūr Āb-e Hezāreh är det ganska tätbefolkat, med 58 invånare per kvadratkilometer. Närmaste större samhälle är Qezeljeh Kand, 19,7 km sydost om Shūr Āb-e Hezāreh. Trakten runt Shūr Āb-e Hezāreh består i huvudsak av gräsmarker.